# The Stalin Subway
The Stalin Subway je střílečka z pohledu první osoby, kterou vyvinulo ruské studio G5 Software. Vydána byla 29. září 2005 společností Buka Entertainment pro Windows. V Česku vyšla v březnu roku 2006. Příběh hry se odehrává v roce 1952. Vypráví o mladém důstojníkovi Glebu Suvorovovi z řad KGB. Unesou mu otce, který je zaměstnanec tajné výzkumné laboratoře v Moskvě. Následně je obviněn z vlastizrady a musí vypátrat únosce a ty pravé zrádce.
Titul obsahuje celkem 29 misí. Hráč v něm může používat různé sovětské zbraně, jako je například Makarov PM, Stečkin APS, AK-47, PTRS-41, PPŠ-41, Simonov SKS-45 a Děgťarev DPM.
Pokračování The Stalin Subway 2: Red Veil, původně plánované jako datadisk, vyšlo v prosinci roku 2006.

## Postavy
- Gleb Suvorov –⁠⁠⁠⁠⁠⁠ hlavní hrdina
- Lena Lapinová –⁠⁠⁠⁠⁠ Glebova kamarádka, také důstojnice KGB
- Nataša Machajlevová –⁠⁠⁠⁠⁠⁠ major GRU, později se zjistí, že je britská špiónka
- Svatoslav Fjodorovič Suvorov –⁠⁠⁠⁠⁠⁠ Glebův otec, který pracuje na Akademii věd v tajné laboratoři
- Josif Stalin –⁠⁠⁠⁠⁠⁠ velký vůdce
- Lavrentij Berija –⁠⁠⁠⁠⁠⁠ Stalinova pravá ruka